# Supercupa Europei 2003
Supercupa Europei 2003 a fost un meci de fotbal din 2003.

## Detalii
| Milan        | 1 – 0   | Porto |
| ------------ | ------- | ----- |
| Șevcenko 10' | Cronică |       |

| Milan | Porto |

| MILAN:          |    |                   |     |     |
|                 |    |                   |     |     |
| GK              | 1  | Dida              |     |     |
| RB              | 14 | Dario Šimić       |     |     |
| CB              | 13 | Alessandro Nesta  |     |     |
| CB              | 3  | Paolo Maldini (c) |     |     |
| LB              | 26 | Giuseppe Pancaro  |     |     |
| DM              | 8  | Gennaro Gattuso   |     |     |
| MF              | 21 | Andrea Pirlo      | 83' |     |
| MF              | 20 | Clarence Seedorf  | 19' | 71' |
| AM              | 10 | Rui Costa         |     | 85' |
| CF              | 7  | Andrei Șevcenko   |     | 76' |
| CF              | 9  | Filippo Inzaghi   |     |     |
| Rezerve:        |    |                   |     |     |
| GK              | 77 | Christian Abbiati |     |     |
| DF              | 2  | Cafu              |     | 85' |
| DF              | 24 | Martin Laursen    |     |     |
| MF              | 23 | Massimo Ambrosini | 90' | 71' |
| MF              | 27 | Serginho          |     |     |
| FW              | 11 | Rivaldo           |     | 76' |
| FW              | 15 | Jon Dahl Tomasson |     |     |
| Antrenor:       |    |                   |     |     |
| Carlo Ancelotti |    |                   |     |     |

| PORTO:        |    |                    |     |     |
|               |    |                    |     |     |
| GK            | 99 | Vítor Baía         |     |     |
| RB            | 22 | Paulo Ferreira     |     |     |
| CB            | 2  | Jorge Costa (c)    |     |     |
| CB            | 4  | Ricardo Carvalho   |     |     |
| LB            | 5  | Ricardo Costa      |     |     |
| DM            | 6  | Costinha           |     | 67' |
| CM            | 10 | Deco               |     |     |
| CM            | 18 | Maniche            | 90' |     |
| AM            | 15 | Dmitri Alenichev   |     | 75' |
| CF            | 11 | Derlei             |     |     |
| CF            | 77 | Benni McCarthy     |     | 60' |
| Rezerve:      |    |                    |     |     |
| GK            | 13 | Nuno               |     |     |
| DF            | 3  | Pedro Emanuel      |     |     |
| DF            | 17 | José Bosingwa      |     | 67' |
| DF            | 30 | Mário Silva        |     |     |
| MF            | 23 | Pedro Mendes       |     |     |
| MF            | 25 | Ricardo Fernandes  | 86' | 75' |
| FW            | 9  | Edgaras Jankauskas |     | 60' |
| Antrenor:     |    |                    |     |     |
| José Mourinho |    |                    |     |     |

| Omul meciului: Andrei Șevcenko Arbitrii asistenți: David Babski David Bryan Al patrulea oficial: Uriah Rennie |

| Supercupa Europei 2003       |
| ---------------------------- |
| Italia                       |
| A.C. Milan Al patrulea titlu |